# Ivo Vieira
Ivo Ricardo Abreu Vieira (Machico, 10 januari 1976) is een voormalig betaald voetballer uit Portugal die speelde als verdediger. Hij kwam zijn gehele carrière uit voor CD Nacional. Na zijn actieve loopbaan stapte hij het trainersvak in.